# 3-Metil-2-pentanol
3-Metil-2-pentanol (IUPAC ime) je organsko hemijsko jedinjenje. On je prisutan u hmelju. Njegovo prisustvo u urinu se može koristiti kao test za izlaganje 3-metilpentanu.